# Choerophryne
Genre
Synonymes
- Albericus  Burton & Zweifel, 1995

Choerophryne est un genre d'amphibiens de la famille des Microhylidae.

## Répartition
Les 31 espèces de ce genre sont endémiques de Nouvelle-Guinée.

## Liste des espèces
Selon Amphibian Species of the World (28 mars 2020) :
- Choerophryne alainduboisi Günther & Richards, 2018
- Choerophryne allisoni Richards & Burton, 2003
- Choerophryne alpestris (Kraus, 2010)
- Choerophryne amomani Günther, 2008
- Choerophryne arndtorum Günther, 2008
- Choerophryne brevicrus (Günther & Richards, 2012)
- Choerophryne bickfordi Kraus, 2018
- Choerophryne bisyllabaGünther & Richards, 2017
- Choerophryne brunhildae (Menzies, 1999)
- Choerophryne bryonopsis Kraus, 2013
- Choerophryne burtoni Richards, Dahl & Hiaso, 2007
- Choerophryne darlingtoni (Loveridge, 1948)
- Choerophryne epirrhina Iannella, Oliver & Richards, 2015
- Choerophryne exclamitans (Kraus & Allison, 2005)
- Choerophryne fafniri (Menzies, 1999)
- Choerophryne gracilirostris Iannella, Richards & Oliver, 2014
- Choerophryne grylloides Iannella, Oliver & Richards, 2015
- Choerophryne gudrunae (Menzies, 1999)
- Choerophryne gunnari (Menzies, 1999)
- Choerophryne laurini (Günther, 2000)
- Choerophryne longirostris Kraus & Allison, 2001
- Choerophryne microps Günther, 2008
- Choerophryne multisyllaba Günther & Richards, 2017
- Choerophryne murrita (Kraus & Allison, 2009)
- Choerophryne nigrescens Günther, 2008
- Choerophryne pandanicola (Günther & Richards, 2012)
- Choerophryne pipiens Günther, Richards & Tjaturadi, 2018
- Choerophryne proboscidea Van Kampen, 1914
- Choerophryne rhenaurum (Menzies, 1999)
- Choerophryne rostellifer (Wandolleck, 1911)
- Choerophryne sanguinopicta (Kraus & Allison, 2005)
- Choerophryne siegfriedi (Menzies, 1999)
- Choerophryne swanhildae (Menzies, 1999)
- Choerophryne tubercula (Richards, Johnston & Burton, 1992)
- Choerophryne valkuriarum (Menzies, 1999)
- Choerophryne variegata (Van Kampen, 1923)

## Taxinomie
Le genre Albericus a été placé en synonymie avec Choerophryne par Peloso et al. en 2015.

## Publication originale
- Van Kampen, 1914 : Zur Fauna von Nord-Neuguinea. Nach den Sammlungen von Dr. P.N. van Kampen und K. Gjellerup aus den Jahren 1910 und 1911. Amphibien. Zoologische Jahrbücher, Abteilung für Systematik, Geographie und Biologie der Tiere, vol. 37, p. 365-378 (texte intégral).